# Anne Frank, ma meilleure amie
 (juin 2022).
Si vous disposez d'ouvrages ou d'articles de référence ou si vous connaissez des sites web de qualité traitant du thème abordé ici, merci de compléter l'article en donnant les références utiles à sa vérifiabilité et en les liant à la section « Notes et références ».
Pour plus de détails, voir Fiche technique et Distribution.
Anne Frank, ma meilleure amie (Mijn beste vriendin Anne Frank) est un film néerlandais sorti en 2021 inspiré de l'amitié réelle entre Anne Frank et Hannah Goslar.
Le film montre leur amitié depuis Amsterdam sous l'occupation nazie jusqu'à leurs retrouvailles douloureuses dans un camp de concentration.

## Synopsis
Ce film décrit l'amitié entre Goslar et Frank en interposant leurs souvenirs communs de 1941, quand elles étaient toutes deux libres, bien que vivant sous les lois raciales, à Amsterdam et à Bergen-Belsen en 1945, quand Hanneli était dans la section des privilégiés, titulaires de passeports de pays neutres tandis qu'Anne était dans la section des moins privilégiés.

## Distribution
- Aiko Beemsterboer (nl) (VF : Kaycie Chase) : Anne Frank
- Josephine Arendsen (nl) (VF : Bénédicte Bosc) : Hannah Goslar
- Roeland Fernhout (VF : Pierre-François Pistorio) : Hans Goslar
- Lottie Hellingman : Ruth Judith Goslar
- Stefan de Walle (VF : Jean-Pascal Quilichini) : Otto Frank
- Zsolt Trill : Fritz
- Björn Freiberg : l'officier Bruno
- Adél Jordán : Mária
- Carmen van Zantwijk (VF : Clara Soares) : Coco
- Hans Peterson : Heinz

Version française dirigée par Blanche Ravalec (assistée de Jeanne-Marie Ducarre) au studio VSI Paris, d'après une adaptation des dialogues de Marie-Line Landerwijn.
 Source et légende : version française (VF) sur RS Doublage et carton du doublage français.